# Efraim Auerbach
Efraim Auerbach sau Froim Oyerbach (în idiș:אפרים אויערבאך sau אויארבאך, אפרים, 1892 Bălți - 4 mai 1973 Petah Tikva) a fost un poet și scriitor israelian-american de limba idiș, originar din Basarabia.

## Familia și copilăria
Efraim Auerbach s-a născut al treilea dintre băieții unei  familii evreiești din orașul Bălți din Basarabia, în acea vreme parte a Imperiului Rus.Tatăl său, Elazar, era „shohet uvodek” („Shub”), măcelar ritual, nevoiaș, care învățase la o ieșiva din Lituania   și era simpatizant al mișcării hasidice Habad. Mama poetului, Hava, provenea ea însăși dintr-o familie de hasidim Habad. Casa părintească de pe strada Petersburg, era întotdeauna primitoare și plină de oaspeți, din toate categoriile sociale, între care și cărturari ca poetul Iakov Fichman, care locuia în vecinătate, și care devenise un model de urmat pentru tânărul Auerbach, rabinul Fishman-Maimon, și alții. 
Sărbătorirea nașterii și a britului, a circumciziei sale a căpătat o culoare traumatică, deoarece în cursul petrecerii și dansurilor de bucurie care au însoțit-o, fratele de trei ani, Moshe, a fost călcat de petrecăreți , și a rămas cu o gravă invaliditate, mut și cocoșat. A învățat în școli religioase evreiești, dar după vârsta de 15 ani a învățat limba rusă și a început să însușească și cunoștințe de cultură generală și să citească din cărțile literaturii laice, ruse, ebraice, idiș și mondiale. Rănit de o pisică, i-a fost prilejuită o călătorie la Odesa, unde urma să primească vaccin antirabic la Institutul Pasteur local. A privit uimit atmosfera agitată a orașului și intensitatea vieții culturale evreiesti de acolo, deși primirea ce i-au făcut-o câțiva din scriitorii pe care îi admira, nu a fost din cele mai calde. Tatăl nu i-a permis să urmeze un liceu, și conform tradiției, a plecat o vreme să slujească drept învățător-meditator în casele unor evrei din alte așezări.

## Începutul carierei literare. Palestina, Statele Unite
Primele sale povestiri, în limba rusă, ca și cele dintâi poezii în limba idiș, au văzut lumina tiparului când avea vârsta de 17 ani (la Wilno etc) . În anul 1909 a publicat o primă povestire pentru copii în limba ebraică în publicatia „Ben Shahar” de sub redacția lui M. Krinski
În decursul anilor a scris puțin în ebraică, majoritatea creațiilor sale fiind concepute în limba idiș.
După un timp petrecut la Varșovia, În anul 1913 a emigrat pentru prima oară în Palestina (pentru evrei - Eretz Israel), care era pe atunci sub stăpânire otomană. A lucrat acolo ca muncitor agricol în așezările agricole (moshavot) din Iudeea. Când a izbucnit Primul Război Mondial Auerbach a fost expulzat de autoritatile turcești în Egipt, unde s-a înrolat voluntar în Batalionul evreiesc format în cadrul armatei britanice, și denumit al Mânătorilor de catâri, (Zion Mule Corps) care a participat la expediția nereușită din Galipoli.
Tot în 1915, din motive de boală a plecat în Statele Unite, unde s-a stabilit vreme de 50 ani, aproape până la sfârșitul vieții. A lucrat în cursul anilor ca profesor, ziarist și redactor de gazete idiș (mai ales la Tug Morgen Journal), ca poet și scriitor pentru copii, în mediul vorbitor de limba idiș. Poeziile sale sofisticate, care descriau adesea viața de zi cu zi a copiilor, au fost premiate cu mai multe premii literare.
În anul 1927 a făcut o călătorie în Palestina, precum și la Bălți, care intrase în componența României, și în URSS.
Schimbările în viața evreimii locale din locurile natale, inclusiv reprimarea culturii evreiești în „Țara Socialismului” l-au surprins neplăcut.. A activat din SUA ca președinte al Ligii pentru apărarea drepturilor limbii idiș în Palestina.
În Israel creațiile sale au fost traduse în ebraică de Eliyahu Meitus, Shimshon Meltzer, Israel Zmora, Dov Sadan și Uriel Ofek.

## Ultimii ani
În anul 1970 Auerbach a emigrat a doua oară în Israel, și s-a stabilit la Tel Aviv.  A murit după trei ani, în 1973 la spitalul Beilinson din Petah Tikva.
Nepotul său este scenaristul, dramaturgul și traducătorul israelian Daniel Lapin. (născut în Canada în 1959)

## Opere
- 1915  אױפֿן שװעל Afn shvel În prag
- 1918 - קאַראַװאַנען  Karavanen - Caravane
- 1919 - ‏ווייסע שטאט Weisse Shtot  - Oraș alb
- 1927 - ‏דער רויטער פאדים Der Royter Fodim (Firul roșu)
- אדאס לידערבוך -  1934  Adas Liderbuch, Cartea de cântece a Adei - cu desene de H. Glicenstein
- 1940 - לױטער איז דער אלטער קוואל Loyter iz der alter kval (Limpede este bătrânul izvor)
- 1945 - יעקב׳ס געצעלטן Yaʻakov's getzeltn (Corturile lui Iacob)
- גולדענע שקיעה  Goldene shkie  -  Asfințitul de aur
- 1956 - היסטארישע שריפטן  Historishe shriftn - Scrieri istorice
- 1963 - וואך איז דער סטעפ :‏ ‏דאס קול פון דער טערקלטויב ‏-  Stepa e trează- Glasul curcanului sălbatic
- ‏א לעבן צווישן טאָוולען - 1968  A lebn tzvishn tovlen   O viață între coperți legate
- ‏אױף דער װאגשאל - 1975 - Oyf der wogshol

A scris eseuri, memorii, critica literară. De asemenea a tradus în idiș creații din  literatura rusă, precum „Sulamita” de Aleksandr Kuprin și poemul „Cei doisprezece” de Aleksandr Blok.

## Traduceri în limba română
- Emil Dorian - în antologia lirică  Idișul cântă (Kriterion, București 1996)

## Legături exterioare
- necrolog - Agenția telegrafică evreiască JTA, 4 mai 1973 Arhivat în 18 februarie 2020, la Wayback Machine.
- Yossef Mazor, Misha Fuchs  (redactori) - Sefer Beltsi Basarabia: yad ve-zekher le-yahadut Beltsi, Ierusalim 1993

Balti, Basarabia - Cartea memorială a evreilor din Bălți, Basarabia Leib Kuperstein - „Efraim Auerbach”, paginile 456-463, „Bălți în poezia lui Efraim Auerbach” pagina 463-465